# 東京都立代々木高等学校
東京都立代々木高等学校（とうきょうとりつ よよぎこうとうがっこう、英語: Tokyo Metropolitan Yoyogi High School）は、かつて東京都渋谷区上原にあった東京都立高等学校である。
2000年（平成12年）10月、烏山工業高等学校などと共に統合され、世田谷泉高等学校となり、本校は2004年（平成16年）3月に閉校となった。
学校法人代々木学園が設置する同名の通信制高校とは無関係である。

## 概要
午前、午後、夜間の3部からなる三部制（昼夜間定時制）課程のみ設置されていた。昼間部（午前・午後部）、夜間部ともに4年制。校則や制服がない自由な校風であった。
都心に立地している事や自由な校風、仕事と学業との両立がしやすいといったメリットがある校風から芸能人も多数在籍することでも知られていた。
三部制の制度や自由な校風は世田谷泉高等学校に引き継がれている。3〜4年制で、校舎は烏山工業高等学校のもの。

## 沿革

### 歴史
第一商業高等学校の代々木分校として開校し、独立した。

### 年表
- 1948年（昭和23年）5月1日 - 東京都立第一商業新制高等学校（現在の東京都立第一商業高等学校）代々木分校として渋谷区初台に設立。
- 1956年（昭和31年）9月10日 - 渋谷区上原に移転。
- 1957年（昭和32年）10月1日 - 第一商業高等学校から独立。
- 2001年（平成13年）4月 - 世田谷泉高等学校として統合。
- 2004年（平成16年）3月 - 閉校。

### 追記
資料は世田谷泉高等学校の「メモリアルルーム」に残されている。
校舎は、2008年（平成20年）9月より「東京都立青鳥特別支援学校久我山分校」が仮校舎として利用し、その後解体された。跡地は渋谷区へ移管され、特別養護老人ホーム「杜の風・上原」と認定こども園「薫る風・上原こども園」が併設する複合施設が建てられた。

## 著名な出身者

### 男性
- 松原桃太郎
- 中居正広（平塚学園高等学校から転入）
- 木村拓哉（千葉県立犢橋高等学校から転入）
- 古屋暢一
- 佐藤佑介
- 松山ケンイチ
- ハチミツ二郎
- 豊永利行
- 北村栄基
- 山本耕史
- 佐藤秀司
- 北島忠雄[1]
- 佐久田脩
- 高野浩幸
- 青山節児
- 神之瀬ヒロノ
- 田鍋友啓

### 女性
- 浅野温子（転入したが、上野高等学校へ転出）
- アリス
- 飯田圭織
- 市川由衣
- 井上望（転入したが、後に堀越高等学校へ転出）
- 上原多香子
- 内田さゆり
- 大西結花（大東学園高等学校へ転出）
- 大東めぐみ
- 大山いづみ
- 小川範子
- 我謝よしか
- 桂木文
- 加藤幸子（行田女子高等学校より編入）
- 加藤紀子（転入）
- 金田美香（志村高等学校より転入）
- 川田あつ子（明治大学付属中野高等学校より転入）
- 木内美歩
- 京野ことみ
- 小嶺麗奈（中退）
- 斉藤とも子（中退）
- 佐藤恵利
- 佐野量子（明治大学附属中野高等学校より転入）
- シェリー
- 島田沙羅
- 白島靖代
- 柴田実希
- 島袋寛子
- 鈴木ユカリ
- 鈴木蘭々（中退）
- 仙道敦子（堀越高等学校より編入）
- 高橋あゆみ
- 高山理衣
- 立花愛子
- 玉岡加奈子（東海大学付属望星高等学校へ転校）
- 岳美
- 千葉麗子
- 千葉紗子
- つみきみほ
- 中谷美紀
- 中村由真（東村山西高等学校より転入）
- 仁支川峰子（中退）
- はしのえみ（新宿山吹高等学校へ転出）
- 原田美枝子
- 比企理恵（堀越高等学校へ転出）
- 平田裕香
- 福井裕佳梨
- 福田明子
- 藤崎安可里
- 藤谷美和子（中学校は堀越中学校）
- 藤原理恵
- 増田未亜
- 桃井はるこ
- 三浦リカ
- 森田まゆみ
- 三田寛子（明治大学付属中野高等学校へ転校）
- 三森愛子
- 山本ゆかり
- 渡瀬マキ
- 竹下玲奈（転入後、転校）
- 木内晶子
- 夏川純
- 小林明美
- 中平亜紀
- MARI(YURIMARI)
- 中村ゆり(YURIMARI)